# Németbánya, Veszprém
Németbánya (în germană Deutschhütten) este un sat în districtul Pápa, județul Veszprém, Ungaria, având o populație de 98 de locuitori (2011).

## Demografie
Componența etnică a satului Németbánya
     Maghiari (65,04%)
     Germani (32,52%)
     Necunoscut (2,44%)
     Alții (2,44%)
Componența confesională a satului Németbánya
     Romano-catolici (56,12%)
     Reformați (7,14%)
     Atei (4,08%)
     Luterani (3,06%)
     Necunoscută (29,59%)
     Alte religii (3,06%)
Conform recensământului din 2011, satul Németbánya avea 98 de locuitori. Din punct de vedere etnic, majoritatea locuitorilor (65,04%) erau maghiari, cu o minoritate de germani (32,52%). Apartenența etnică nu este cunoscută în cazul a 2,44% din locuitori.  Din punct de vedere confesional, majoritatea locuitorilor (56,12%) erau romano-catolici, existând și minorități de reformați (7,14%), atei (4,08%) și luterani (3,06%). Pentru 29,59% din locuitori nu este cunoscută apartenența confesională.